# Laravel
Laravel est un framework web open-source écrit en PHP respectant le principe modèle-vue-contrôleur et entièrement développé en programmation orientée objet. Laravel est distribué sous licence MIT, avec ses sources hébergées sur GitHub. Les projets commerciaux et open source sont basés sur le code partagé, par exemple : Aimeos,  bagisto, Avored, S-Cart ou Microweber

## Histoire
Laravel a été créé par Taylor Otwell en juin 2011.
Le référentiel Laravel/laravel présent sur le site GitHub contient le code source des premières versions de Laravel.
À partir de la cinquième version, le framework est développé au sein du référentiel Laravel/framework.
En peu de temps, une communauté d'utilisateurs du framework s'est constituée, et il est devenu en 2016 le projet PHP le mieux noté de GitHub.
Laravel reste pourtant basé sur son grand frère Symfony, pour au moins 30 % de ses lignes (utilisation de "Symfony component").

### Historique des versions
Les versions LTS sont supportées pendant 2 ans pour les corrections de bogues, 3 ans pour les patchs de sécurité. Les autres versions sont supportées pendant 6 mois pour les corrections de bogues, et 1 an pour les patchs de sécurité,,.
| Légende : | Ancienne version | Ancienne version, toujours prise en charge | Dernière version stable | Version avancée | Version future planifiée |

| Version | Date de parution | Version PHP |
| ------- | ---------------- | ----------- |
| 1.0     | Juin 2011        |             |
| 2.0     | Septembre 2011   |             |
| 3.0     | 22 février 2012  |             |
| 3.1     | 27 mars 2012     |             |
| 3.2     | 22 mai 2012      |             |
| 4.0     | 28 mai 2013      | ≥ 5.3.0     |
| 4.1     | 12 décembre 2013 | ≥ 5.3.0     |
| 4.2     | 1er juin 2014    | ≥ 5.4.0     |
| 5.0     | 4 février 2015   | ≥ 5.4.0     |
| 5.1 LTS | 9 juin 2015      | ≥ 5.5.9     |
| 5.2     | 21 décembre 2015 | ≥ 5.5.9     |
| 5.3     | 23 août 2016     | ≥ 5.6.4     |
| 5.4     | 24 janvier 2017  | ≥ 5.6.4     |
| 5.5 LTS | 30 août 2017     | ≥ 7.0.0     |
| 5.6     | 7 février 2018   | ≥ 7.1.3     |
| 5.7     | 4 septembre 2018 | ≥ 7.1.3     |
| 5.8     | 26 février 2019  | ≥ 7.1.3     |
| 6.0 LTS | 3 septembre 2019 | ≥ 7.2.0     |
| 7.0     | 3 mars 2020      | ≥ 7.2.5     |
| 8.0     | 8 septembre 2020 | ≥ 7.3.0     |
| 8.82.0  | 1 février 2022   | ≥ 7.3.0     |
| 9.0 LTS | 8 février 2022   | ≥ 8.0.0     |
| 10.0    | 14 février 2023  | ≥ 8.1.0     |
| 11.0    | 12 mars 2024     | ≥ 8.2.0     |
| 12.0    | 24 février 2025  | ≥ 8.2.0     |

## Fonctionnalités
L'installation de Laravel est basée sur le gestionnaire de paquets Composer. Depuis la version 9.0 LTS, Laravel nécessite PHP 8 au minimum.
Laravel fournit des fonctionnalités en termes de routage de requête, de mapping objet-relationnel (un système baptisé Eloquent implémentant Active Record), d'authentification, de vue (avec Blade), de migration de base de données, de gestion des exceptions et de test unitaire.
L'équipe Laravel propose également un micro-framework plus léger, Lumen.

## Conférences
Les conférences sur Laravel sont appelées Laracon et sont principalement organisées par Laravel, Laravel News, et UserScape.
Voici l'historique des Laracons :
| Date               | Lieu       |
| ------------------ | ---------- |
| 22-23 février 2013 | Washington |
| 30-31 août 2013    | Amsterdam  |
| 15-16 mai 2014     | New York   |
| 28-30 août 2014    | Amsterdam  |
| 11-12 août 2015    | Louisville |
| 25-26 août 2015    | Amsterdam  |
| 27-29 juillet 2016 | Louisville |
| 23-24 août 2016    | Amsterdam  |
| 8 mars 2017        | En ligne   |
| 25-26 juillet 2017 | New York   |
| 28-30 août 2017    | Amsterdam  |
| 30-31 août 2018    | Amsterdam  |
| 23 mai 2019        | Madrid     |
| 24-25 juillet 2019 | New York   |
| 28-30 août 2019    | Amsterdam  |